# Madtsoiidae
Madtsoiidae son una familia extinta de serpientes de Gondwana con un  registro fósil que se extiende desde el Cenomaniense temprano (Cretácico superior) hasta  estratos del Pleistoceno superior ubicados en Sudamérica, África, India, Australia  y Europa meridional. Las serpientes madtsoidas incluyen serpientes muy primitivas, las cuales, como las boas y pitones existentes en la actualidad, matarían a su presa por constricción, tales como Gigantophis, una de las más largas serpientes conocidas con una longitud estimada de 10,70 metros, y las nombradas por la mitología aborigen australiana Wonambi y Yurlunggur. 
Como una agrupación de formas basales la composición e incluso la validez de Madtsoiidae está en un estado de flujo mientras que se describen nuevos hallazgos pertinentes.

## Descripción
Los madtsoídos primero fueron clasificados como una subfamilia de Boidae, Madtsoiinae, en Hoffstetter (1961a). Estudios posteriores y nuevos descubrimientos permitieron ubicar al grupo como una familia diferente en los Sistemas Linneanos. 
Con el reciente uso de la cladística para revelar filogenias, varios análisis han situado a Madtsoiidae como un probable clado dentro de Serpentes, o posiblemente un grupo de tronco parafilético fuera de Serpientes y dentro de un grupo más inclusivo Ophidia.

## Características
El cuerpo era generalmente cilíndrico; cráneo largo y bajo; mandíbula superior firmemente fijada al cráneo; paladar muy amplio; palatino en extenso contacto con el vómer; pequeñas facetas sobre los pterigoides para articulación basipterigoidea; hocico redondeado; conexión ligamentosa maxilar - premaxilar; sutura prefrontal al maxilar, pero movible en el frontal; articulación frontal-nasal suturada y rígida; yugal probablemente conservado; supratemporal y/o cuadrado projectado posteriormente; caja craneana angosta entre órbitas, ensanchándose posteriormente; agujeros paracotilares presentes; 
"foramenes parazygantrales" (i.e. forámenes en las vértebras laterales al zigantro); proceso prezigapofiseo ausente; sinapófisis (?!) localizada abajo desde el centro; vértebras altas y angostas con hipapofisis única sobre el tronco anterior; vértebras alargadas y que se hacen más bajas posteriormente; las costillas del tronco enteramente curvadas, con facetas proximales suavemente estrechados entre procesos diapofíseos y parapofoseos; ningún miembro o elemento de  cintura.

## Clasificación
- Gigantophis Andrews, 1901
  - Gigantophis garstini Andrews, 1901 (Andrews 1906, Hoffstetter 1961b; Paleógeno, Eoceno superior; Egipto, Libia)

- Madtsoia Simpson, 1933
  - Madtsoia bai Simpson, 1933 (Paleógeno, Eoceno inferior; Argentina)
  - Madtsoia cf. M. bai (Simpson 1935, Hoffstetter 1960; Paleógeno, Paleoceno Superior; Argentina)
  - Madtsoia madagascariensis Hoffstetter, 1961a (Piveteau 1933; Cretácico, Santoniense o Campaniense; Madagascar)
  - Madtsoia aff. madagascariensis (de Broin et al. 1974; Cretácico, Coniaciense o Santoniano, Níger)
  - Madtsoia laurasiae Rage, 1996 (Astibia et al. 1990; Cretácico, Campaniano o Maastrichtiense; España)
  - Madtsoia camposi Rage, 1998 (Paleógeno, Paleoceno medio; Brasil)

- Wonambi Smith, 1976
  - Wonambi naracoortensis Smith, 1976 (Scanlon y Lee 2000, Scanlon 2005; Neógeno, Plioceno al Pleistoceno; Australia)
  - Wonambi barriei Scanlon en Scanlon y Lee, 2000 (Neógeno, Mioceno inferior; Australia)

- Patagoniophis Albino, 1986
  - Patagoniophis parvus Albino, 1986 (Cretácico, Campaniano o Maastrichtiano; Argentina)
  - Patagoniophis australiensis Scanlon, 2005 (Scanlon 1993; Paleógeno, Eoceno inferior; Australia)

- Alamitophis Albino, 1986
  - Alamitophis argentinus Albino, 1986 (Cretácico, Campaniano o Maastrichtiano; Argentina)
  - Alamitophis elongatus Albino, 1994 (Cretácico, Campaniano o Maastrichtiano; Argentina)
  - Alamitophis tingamarra Scanlon, 2005 (Scanlon 1993; Paleógeno, Eoceno inferior; Australia)

- Rionegrophis Albino, 1986
  - Rionegrophis madtsoioides Albino, 1986 (Cretácico, Campaniano o Maastrichtiano; Argentina)

- Yurlunggur Scanlon, 1992
  - Yurlunggur camfieldensis Scanlon, 1992 (Neógeno, Mioceno medio; Australia)
  - Yurlunggur spp. (Scanlon 2004, 2006; Paleógeno-Neógeno, Oligoceno superior al Pleistoceno superior; Australia)

- Herensugea Rage, 1996
  - Herensugea caristiorum Rage, 1996 (Cretácico, Campaniano o Maastrichtiano; España)

- Nanowana Scanlon, 1997
  - Nanowana godthelpi Scanlon, 1997 (Neógeno, Mioceno inferior a medio; Australia)
  - Nanowana schrenki Scanlon, 1997 (Neógeno, Mioceno inferior a medio; Australia)

- Najash Apesteguía y Zaher, 2006 
  - Najash rionegrina Apesteguía y Zaher, 2006 (Cretácico, Cenomaniense; Argentina)

- Sanajeh Wilson et al., 2010
  - Sanajeh indicus Wilson et al., 2010 (Cretácico, Maastrichtiano; India)

- Kelyophis Laduke et al., 2010
  - Kelyophis hechti Laduke et al., 2010 (Cretácico, Maastrichtiano; Madagascar)[4]

- Menarana Laduke et al., 2010
  - Menarana nosymena Wilson et al., 2010 (Cretácico, Maastrichtiano; Madagascar)[4]

- Nidophis Vasile et al., 2013
  - Nidophis insularis Vasile et al., 2013 (Cretácico, Maastrichtiano; Rumania)[5]
- Adinophis Pritchard et al., 2014
  - Adinophis fisaka Pritchard et al., 2014 (Cretácico superior, Maastrichtiano; Madagascar)[6]
- Platyspondylophis Smith et al., 2016
  - Platyspondylophis tadkeshwarensis Smith et al., 2016 (Paleógeno, Eoceno; India)[7]
- Eomadtsoia Gómez et al., 2019
  - Eomadtsoia ragei Gómez et al., 2019 (Cretácico, Maastrichtiano; Argentina).[8]
- Powellophis Garberoglio et al., 2022
  - Powellophis andina Garberoglio et al., 2022 (Paleógeno, Paleoceno; Argentina)[9]
- Vasuki Datta & Bajpai, 2024
  - Vasuki indicus Datta & Bajpai, 2024 (Paleógeno, Eoceno medio; India)[10]

### Especímenes sin nombrar
- Madtsoiidae indet. (Rage 1987; Paleógeno, Paleoceno; Marruecos)
- Madtsoiidae indet. (Werner y Rage 1994, Rage y Werner 1999; Cretácico, Cenomaniano; Sudán)
- ?Madtsoiidae (Rage y Prasad 1992; Cretácico, Maastrichtiano; India)
- ?Madtsoiidae (Rage 1991; Paleógeno, Paleoceno inferior; Bolivia)
- ?Madtsoiidae indet. cf. Madtsoia sp. (Scanlon 2005; Paleógeno, Eoceno inferior; Australia)
- Madtsoiidae indet. (Folie y Codrea 2005; Cretácico, Maastrichtiano; Rumania)
- Madtsoiidae nov. (Gómez y Baez 2006; Cretácico, Campaniano superior o Maastrichtiano inferior; Argentina)
- Madtsoiidae indet. (Wazir et al., 2022; Oligoceno tardío, India)[11]

## Filogenia
Cladograma basado en el estudio de Caldwell et al. (2015):

|  | Eophis                                                        |
|  |                                                               |
|  | \| \| Innombrada sp. \| \| \| \| \| \| Diablophis \| \| \| \| |
|  |                                                               |
|  | Innombrada sp.                                                |
|  |                                                               |
|  | Diablophis                                                    |
|  |                                                               |

|  | Innombrada sp. |
|  |                |
|  | Diablophis     |
|  |                |

|  | Najash                                                                        |
|  |                                                                               |
|  | \| \| Coniophis \| \| \| \| \| \| Serpentes (serpientes modernas) \| \| \| \| |
|  |                                                                               |
|  | Coniophis                                                                     |
|  |                                                                               |
|  | Serpentes (serpientes modernas)                                               |
|  |                                                                               |

|  | Coniophis                       |
|  |                                 |
|  | Serpentes (serpientes modernas) |
|  |                                 |

|  | Najash                                                                        |
|  |                                                                               |
|  | \| \| Coniophis \| \| \| \| \| \| Serpentes (serpientes modernas) \| \| \| \| |
|  |                                                                               |
|  | Coniophis                                                                     |
|  |                                                                               |
|  | Serpentes (serpientes modernas)                                               |
|  |                                                                               |

|  | Coniophis                       |
|  |                                 |
|  | Serpentes (serpientes modernas) |
|  |                                 |

|  | Najash                                                                        |
|  |                                                                               |
|  | \| \| Coniophis \| \| \| \| \| \| Serpentes (serpientes modernas) \| \| \| \| |
|  |                                                                               |
|  | Coniophis                                                                     |
|  |                                                                               |
|  | Serpentes (serpientes modernas)                                               |
|  |                                                                               |

|  | Coniophis                       |
|  |                                 |
|  | Serpentes (serpientes modernas) |
|  |                                 |

|  | Najash                                                                        |
|  |                                                                               |
|  | \| \| Coniophis \| \| \| \| \| \| Serpentes (serpientes modernas) \| \| \| \| |
|  |                                                                               |
|  | Coniophis                                                                     |
|  |                                                                               |
|  | Serpentes (serpientes modernas)                                               |
|  |                                                                               |

|  | Coniophis                       |
|  |                                 |
|  | Serpentes (serpientes modernas) |
|  |                                 |

|  | Eophis                                                        |
|  |                                                               |
|  | \| \| Innombrada sp. \| \| \| \| \| \| Diablophis \| \| \| \| |
|  |                                                               |
|  | Innombrada sp.                                                |
|  |                                                               |
|  | Diablophis                                                    |
|  |                                                               |

|  | Innombrada sp. |
|  |                |
|  | Diablophis     |
|  |                |

|  | Najash                                                                        |
|  |                                                                               |
|  | \| \| Coniophis \| \| \| \| \| \| Serpentes (serpientes modernas) \| \| \| \| |
|  |                                                                               |
|  | Coniophis                                                                     |
|  |                                                                               |
|  | Serpentes (serpientes modernas)                                               |
|  |                                                                               |

|  | Coniophis                       |
|  |                                 |
|  | Serpentes (serpientes modernas) |
|  |                                 |

|  | Najash                                                                        |
|  |                                                                               |
|  | \| \| Coniophis \| \| \| \| \| \| Serpentes (serpientes modernas) \| \| \| \| |
|  |                                                                               |
|  | Coniophis                                                                     |
|  |                                                                               |
|  | Serpentes (serpientes modernas)                                               |
|  |                                                                               |

|  | Coniophis                       |
|  |                                 |
|  | Serpentes (serpientes modernas) |
|  |                                 |

|  | Najash                                                                        |
|  |                                                                               |
|  | \| \| Coniophis \| \| \| \| \| \| Serpentes (serpientes modernas) \| \| \| \| |
|  |                                                                               |
|  | Coniophis                                                                     |
|  |                                                                               |
|  | Serpentes (serpientes modernas)                                               |
|  |                                                                               |

|  | Coniophis                       |
|  |                                 |
|  | Serpentes (serpientes modernas) |
|  |                                 |

|  | Najash                                                                        |
|  |                                                                               |
|  | \| \| Coniophis \| \| \| \| \| \| Serpentes (serpientes modernas) \| \| \| \| |
|  |                                                                               |
|  | Coniophis                                                                     |
|  |                                                                               |
|  | Serpentes (serpientes modernas)                                               |
|  |                                                                               |

|  | Coniophis                       |
|  |                                 |
|  | Serpentes (serpientes modernas) |
|  |                                 |